# Пріпоаре (Муреш)
Пріпоаре (рум. Pripoare) — село у повіті Муреш в Румунії. Входить до складу комуни Синджер.
Село розташоване на відстані 275 км на північний захід від Бухареста, 27 км на захід від Тиргу-Муреша, 53 км на південний схід від Клуж-Напоки, 145 км на північний захід від Брашова.

## Населення
За даними перепису населення 2002 року у селі проживали 64 особи, усі — румуни. Усі жителі села рідною мовою назвали румунську.